# Texcoco (município)
Texcoco é um município do estado do México, no México. A sua cabecera municipal e sede do governo é Texcoco.

## Governo e administração
A cabecera municipal ou a capital do município é a povoação de Texcoco, lugar onde governa a autoridade mais importante do município que es apresentado por o Ajuntamento.
| Prefeito                       | Periodo   |
| ------------------------------ | --------- |
| Horacio Duarte Olivares        | 2000-2003 |
| Higinio Martínez Miranda       | 2003-2006 |
| Constanzo De La Vega Membrillo | 2006-2009 |
| Amado Acosta García            | 2009-2012 |
| Delfina Gómez Alvarez          | 2012-2015 |
| Higinio Martínez Miranda       | 2015-2018 |